# 古久保正人
古久保 正人（ふるくぼ まさと、1958年2月12日 - ）は、日本の裁判官、公証人。仙台高等裁判所部総括判事、青森地方裁判所所長等を経て、名古屋高等裁判所部総括判事。

## 人物・経歴
1980年専修大学法学部卒業。同年旧司法試験合格。1981年司法修習生。1983年東京地方裁判所判事補。1986年長崎地方裁判所判事補。1989年静岡地方裁判所沼津支部判事補。1992年大阪地方裁判所判事補。1993年同判事。1995年札幌地方裁判所判事。1999年大阪高等裁判所判事職務代行。2001年同判事。
2002年大津地方裁判所彦根支部長。2005年東京高等裁判所判事。2008年札幌地方裁判所部総括判事。2011年東京地方裁判所部総括判事。2015年仙台高等裁判所部総括判事。2017年青森地方裁判所所長及び青森家庭裁判所所長。2019年名古屋高等裁判所部総括判事。2021年依願退官、日本橋公証役場公証人。

## 裁判
- 東日本大震災で東松島市立野蒜小学校の体育館に避難して津波のため死亡した児童らの遺族が、東松島市に損害賠償を求めた訴訟の控訴審で、「学校での保護を継続すべき義務があった」として、約2650万円の損害賠償を命じた第一審を支持し、高等裁判所としては初となる管理者側の責任を認める判断を行った[7][8]。
- トヨタ自動車の社員が自殺した事件につき、上司による1年近いパワーハラスメントなどによるうつ病が原因として、一審を取り消し労災を認定した[9]。